# Arino (Dolo)
Arino è una frazione del comune italiano di Dolo, nella città metropolitana di Venezia.

## Geografia fisica
Occupa l'angolo nordoccidentale del territorio comunale, avendo come fulcro l'incrocio tra le vie Cazzaghetto e Arino. A nord e a ovest confina con Pianiga, mentre a est sorge Cazzago; a sudovest si trova Fiesso d'Artico e a sudest il capoluogo comunale.
I corsi d'acqua degni di nota, che si muovono pressoché paralleli in direzione ovest-est, sono, a partire da nord, lo scolo Cavinello, lo scolo Pionca, lo scolo Tergolino e il rio Serraglio.

## Storia
La località ha origini molto antiche: secondo Dante Olivieri, il toponimo sarebbe un prediale derivato dal personale latino Litrius (o da un suo diminutivo), mentre l'intitolazione a san Michele arcangelo farebbe affondare le origini della parrocchiale al tempo dei Longobardi.
Tuttavia, la prima citazione di Arino risale al 1073 (villa Adrine). Nel 1077 è ricordata la plebes de Arino che veniva posta, con i suoi chierici e i suoi beni, sotto la diretta protezione dell'imperatore, segno che il villaggio godeva di una certa importanza dal punto di vista ecclesiastico.
In epoca medievale fu possedimento dei Padovani che vi fecero costruire delle fortificazioni durante i conflitti contro la Repubblica di Venezia. Di queste opere restano i toponimi via Torre e rio Serraglio (da un termine che indicava un fossato difensivo).

## Monumenti e luoghi d'interesse

### Parrocchiale di San Michele
Come già accennato, il patrono fa pensare a un'origine longobarda della chiesa, anche se la prima citazione della plebes de Arino risale al 1077. Nonostante il titolo di pieve matrice, nel 1294 il vescovo di Padova Bernardo dovette unirla alla chiesa di San Martino di Cazzago a causa della sua povertà. In una decima papale del 1297 compare l'elenco delle sue dipendenze, ovvero le cappelle di Peraga, Pianiga, Rivale e Caltana.
Fu più volte rimaneggiata: abbiamo notizia di un restauro nel 1512, con consacrazione nel 1572 da parte del vescovo Niccolò Ormanetto; un nuovo intervento si ebbe nel 1613. Altri lavori si svolsero nella prima metà del Novecento (con una nuova consacrazione nel 1944) e nel 1966-1968.
Delle opere qui custodite, si cita il ciborio dell'altare maggiore, opera barocca in marmo realizzata nel Settecento da artigiani veneti; alcune foto d'epoca dimostrano che era un tempo completata da una statua del Redentore, oggi scomparsa. Nel presbiterio si conserva una tela di Giuseppe Tirabosco, risalente alla prima metà del Settecento: raffigura San Michele che sconfigge Satana e presenta sull'angolo destro lo stemma del vescovo di Adria Arnaldo Speroni degli Alvarotti (1766-1800), che donò la pala all'arciprete Antonio Gazzotti.

### Villa Dondi dall'Orologio, Parolini, Baroncelli
Localizzata nel cuore della frazione, è un complesso signorile di piccole dimensioni e dalle linee modeste. Costruita verso la metà del XVIII secolo, fu dei Dondi dall'Orologio. Durante le due guerre mondiali, ospitò comandi italiani, inglesi, francesi e tedeschi, subendo ingenti danni. Negli anni 1960 l'allora proprietario Oscar Parolini ne curò il restauro, mentre oggi è dei Baroncelli.
A pianta rettangolare e sviluppata su due soli livelli, la casa padronale si orienta parallelamente a via Cazzaghetto che scorre più a sud, rivolgendole il fronte principale. La facciata, su cui si aprono solo aperture rettangolari, è divisa in tre partiti con sette assi di simmetria; la fascia centrale è sottolineata da una sopraelevazione con timpano rettangolare, al centro del quale si apre un rosone in pietra. Adiacente al lato occidentale si allunga la barchessa caratterizzata da tre arcate a tutto sesto; oggi costituisce una proprietà a sé stante ed è divisa dalla casa padronale da un muro in cemento. Verso est si estende un parco con pregevoli specie arboree.